# Politikåret 1992

## Händelser

### Januari
- 1 januari – Sovjetunionen upplöses officiellt.
- 15 januari – EG erkänner Kroatien och Slovenien som självständiga stater.
- 16 januari – Sverige erkänner Armenien, Azerbajdzjan, Kazakstan, Kirgizistan, Kroatien, Moldavien, Slovenien, Tadzjikistan, Turkmenistan och Uzbekistan.

### Februari
- 1 februari – Vid ett möte i Camp David deklarerar den amerikanska presidenten George H. W. Bush och den ryska presidenten Boris Jeltsin ett formellt slut på det Kalla kriget.
- 12 februari – Folkrepubliken Mongoliet upphör.[1]
- 14 februari – EES-avtalet undertecknas av EG och EFTA.
- 27 februari – Finland beslutar ansöka om EG-medlemskap.

### Mars
- 9 mars – Kina skriver på Icke-spridningsavtalet om kärnvapen.
- 18 mars – Finland ansöker om medlemskap i EG.

### April
- 2 april – Georgien erkänns, som sista sovjetrepublik, som självständig stat av Sverige.
- 6 april – EG erkänner Bosnien-Hercegovina.
- 27 april – Jugoslaviens parlament utropar ett Förbundsrepubliken Jugoslavien, där bara Serbien och Montenegro är med i federationen.[2]

### Juni
- 18 juni – Irland godkänner Maastrichtavtalet.

### September
- 16 september – Storbritannien lämnar det europeiska valutasamarbetet och devalverar pundet.

### November
- 4 november – Storbritanniens parlament godkänner Maastrichtavtalet.
- 18 november – Den svenska riksdagen godkänner EES-avtalet.
- 25 november – Norge ansöker om medlemskap i EG.

### December
- 2 december – Den tyska förbundsdagen accepterar Maastrichtavtalet.
- 6 december – Schweiz säger nej till EES-avtalet.

## Val och folkomröstningar
- 1 mars – Bosnien och Hercegovina röstar för självständighet.
- 17 mars – I en folkomröstning röstar drygt två tredjedelar av Sydafrikas vita befolkning till förmån för förhandlingar i syfte att införa en ny, icke-rasistisk grundlag.
- 9 april – Conservative vinner parlamentsvalet i Storbritannien för fjärde gången i rad och John Major fortsätter som premiärminister och Neil Kinnock avgår som partiledare för Labour.
- 2 juni – Vid en folkomröstning i Danmark säger danskarna nej till Maastrichtavtalet.
- 5 juni – Tjecker och slovaker väljer egna parlament inför Tjeckoslovakiens delning.
- 20 september – Frankrike godkänner Maastrichtavtalet med 50,5 % ja-röster.
- 3 november – Bill Clinton segrar i det amerikanska presidentvalet.

## Organisationshändelser
- 23 augusti – Junibevægelsen mod Union bildas i Danmark.
- Okänt datum – Neil Kinnock avgår som partiledare för Labour efter sin andra raka valförlust och ersätts av John Smith.

## Födda
- 10 januari – Anton Abele, svensk riksdagsledamot 2010–2014 för Moderaterna.

## Avlidna
- 16 februari – Jânio Quadros, 75, Brasiliens president 31 januari–25 augusti 1961.
- 27 maj – Lennart Mattsson, 78, svensk riksdagsman 1961–1976 för Centerpartiet.
- 30 maj – Karl Carstens, 77, Tysklands president 1979–1984.

### Fotnoter
1. ↑  ”Mongolia” (på engelska). World Statesmen. http://worldstatesmen.org/Mongolia.htm. Läst 9 november 2012.
2. ↑  ”Serbia” (på engelska). World Statesmen. Arkiverad från originalet den 4 januari 2013. https://web.archive.org/web/20130104141237/http://www.worldstatesmen.org/Yugoslavia.html. Läst 23 september 2012.